# 巴哈欧拉的世界秩序
《巴哈欧拉的世界秩序》是巴哈伊信仰的核心人物守基·阿芬第的书信集，首次出版于1938年。 
1922年至1929年间，守基·阿芬第与美国巴哈伊社区的通信曾以《巴哈伊行政》之名结集出版，解释并展望了巴哈欧拉创立并经阿博都巴哈发展的巴哈伊行政机构。而《巴哈欧拉的世界秩序》则有不同的侧重及更广泛的关注点。后者呈现了巴哈欧拉启示周期下，巴哈伊社区与社会进步整个过程关系的清晰愿景。巴哈伊社区与之前的宗教或教派间的区别已很明显，但《巴哈欧拉的世界秩序》认可巴哈伊行政秩序为世界文明崛起的核心和模式。
在序言中，一位知名的圣辅霍勒斯·霍利写道：
|  | 鉴于目前的国际上混乱状况，他们揭示了这个时代最重要的真理，即将灵性与文明的基础分割，并强制人们同时遵守宗教、政治学和经济学的互相矛盾的原则的古老的宗教观念已被永远摧毁。 |

## 内容
- 巴哈欧拉的世界秩序（信件）
- 巴哈欧拉的世界秩序：进一步的考虑
- 新世界秩序的目标
- 巴哈欧拉的圣道的黄金时代
- 美洲与至大和平
- 巴哈欧拉的启示周期
  - 巴哈欧拉
  - 巴孛
  - 阿博都巴哈
  - 行政秩序
- 世界文明的展开

## 延伸阅读
- Effendi, Shoghi (ed. Universal House of Justice, 1977). Call to the Nations （页面存档备份，存于）. Compilation of selections from the writings of Shoghi Effendi chosen by the Universal House of Justice, mostly from World Order of Baháʼu'lláh, offered as "a light and a guidance to all mankind".
- Nakhjavání, Alí. . Baha'i Publications Australia. 2005  [2020-09-24]. ISBN 1-876322-93-4. （原始内容存档于2018-02-05）.
- Naghdy, Fazel. . CreateSpace Independent Publishing Platform. 2012. ISBN 1468145312.
- Related documents on Baháʼí Library Online （页面存档备份，存于）